# День паперового змія
«День паперового змія» («Օդապարուկի օրը») — радянський телефільм 1986 року, знятий режисером Генадієм Мелконяном на кіностудії «Вірменфільм».

## Сюжет
За мотивами оповідань Ельди Грін. Маленька Ані живе з мамою. Тато пішов до іншої жінки, після смерті бабусі дідусь теж почав жити окремо. Тяжко переживає дівчинка негаразди у сім'ї. Ані в мріях повертає батька додому, але насправді її дитячі хитрощі ні до чого не призводять. І лише розмови з улюбленим дідом, який проводжає її щоранку до школи, допомагають дівчинці відновити душевну рівновагу.

## У ролях
- Тагуї Варданян — Ані
- Майя Маркарян — Нуне, однокласниця Ані
- Мікаел Джанібекян — Армен, однокласник Ані
- Георгій Мелконян — Єолян, однокласник Ані
- Євгенія Подпомогова — Люся, мати Ані (дублювала Лідія Федосеєва-Шукшина)
- Карлос Маркосян — дід
- Карен Джангврян — Рубен, батько Ані (дублював Олексій Жарков)
- Ніна Єгорова — епізод
- Женя Мкртумян — епізод
- Нонна Петросян — епізод
- Алла Туманян — Ані, мачуха Ані
- Віген Степанян — епізод
- Карина Сукіасян-Кочарян — Сусанна Георгіївна, вчителька
- Мартин Погосян — епізод
- М. Овакимян — епізод
- Арусь Папян — епізод
- Ашот Адамян — епізод
- Г. Вердіян — епізод
- Григорій Карагезян — епізод
- Геральд Бежанов — епізод
- Роланд Тер-Макаров — епізод
- Андрій Торосян — епізод
- К. Мелконян — епізод
- Олена Алварян — епізод
- Ніна Абалян — епізод
- Леонард Саркісов — перукар, друг діда
- Марина Липченко — епізод
- Г. Мікаелян — епізод

## Знімальна група
- Режисер — Генадій Мелконян
- Сценарист — Карина Вердіян
- Оператор — Михайло Вартанов
- Композитор — Армен Боямян
- Художник — Григорій Торосян